# Tailtiu
Tailtiu ['talʴtʴu], auch Taltiu oder Telta (altirisch talam, „Erde“) ist eine Sagengestalt des irischen Frühmittelalters, die wahrscheinlich auf eine keltische Erdmutter zurückzuführen ist.

## Mythologie
Tailtiu galt als Tochter der großen Ebene Mag Mor und Gattin des Firbolg-Königs Eochaid mac Eirc („Eochaid, Sohn des Himmels“). In Irland gab es zu dieser Zeit nur sanften Nieselregen, keine Kriege, der Gebrauch der Lanze wurde vergessen und es herrschte allgemeine Gerechtigkeit. Ihre Position als Mutter- und Landesgöttin zeigte sich auch drin, dass sie den Wald von Breg rodete und fruchtbares Land anlegte. Erst das Eindringen der Túatha Dé Danann beendete diese Zustand und Eochaid verlor sein Leben. Tailtiu wurde die Ziehmutter Lughs, der nach ihrem Tod für sie als Trauerspiele das jährliche Fest Lughnasadh begründete, das deshalb den Beinamen oenach Tailten trug. Ihr Todesort soll der nach ihr benannte Ort Teltown (County Meath) sein, ihr Todestag der 1. August, der Grund ihres Todes Überanstrengung bei der Feldarbeit. Nach dem Lebor Gabála Érenn („Das Buch der Landnahmen Irlands“) fand in der Schlacht von Tailtu die Landesgöttin Fohla gegen die Milesier  den Tod.
In Schottland tritt an die Stelle der Tailtiu eventuell die Cailleach na Deannac die in früher Neuzeit bei den jährlichen St.Michaels Games um den Zeitraum von Lughnasadh durch eine weißgekleidete Tänzerin dargestellt wurde. Die Cailleach na Deannac starb beim Tanz und wurde von einem männlichen Tänzer mit einem "Druidenstab" wieder zum Leben erweckt, worauf der Tanz fröhlich weitergehen konnte. Das Brauchtum wird auch als Wiedergeburtssymbolik der Mutter-Erde gedeutet.